# باس نايهايس
باس نايهايس (Bas Nijhuis من مواليد 12 يناير 1977 في مدينة أنسخديه) هو حكم كرة قدم هولندي. منذ عام 2007 يقوم بالتحكيم في مباريات دولية للاتحاد الدولي لكرة القدم.